# Pędnik wodnoodrzutowy

Pędnik strugowodny dla szybkich jednostek.
1. Dysza wylotowa, 2. Pędnik śrubowy, 3. Dyfuzor, 4. Wlot, 5. Wał napędowy.

Pędnik strugowodny dla wolnych jednostek.
1. Ster, 2. Wylot, 3. Przeciwśruba, 4. Pędnik śrubowy, 5. Kanał strugowodny, 6. Wał napędowy, 7. Wlot.

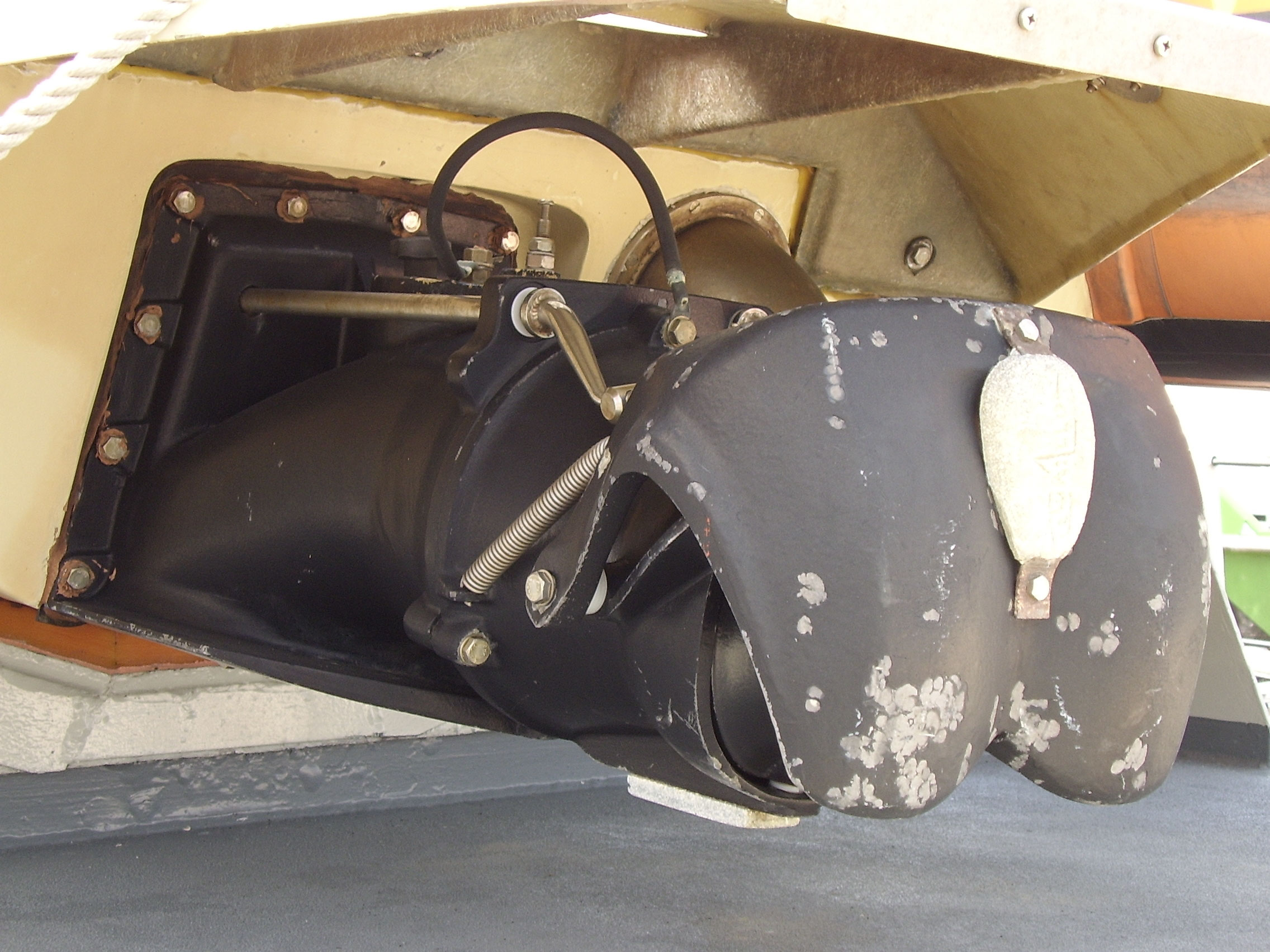
Dysza pędnika wodnoodrzutowego

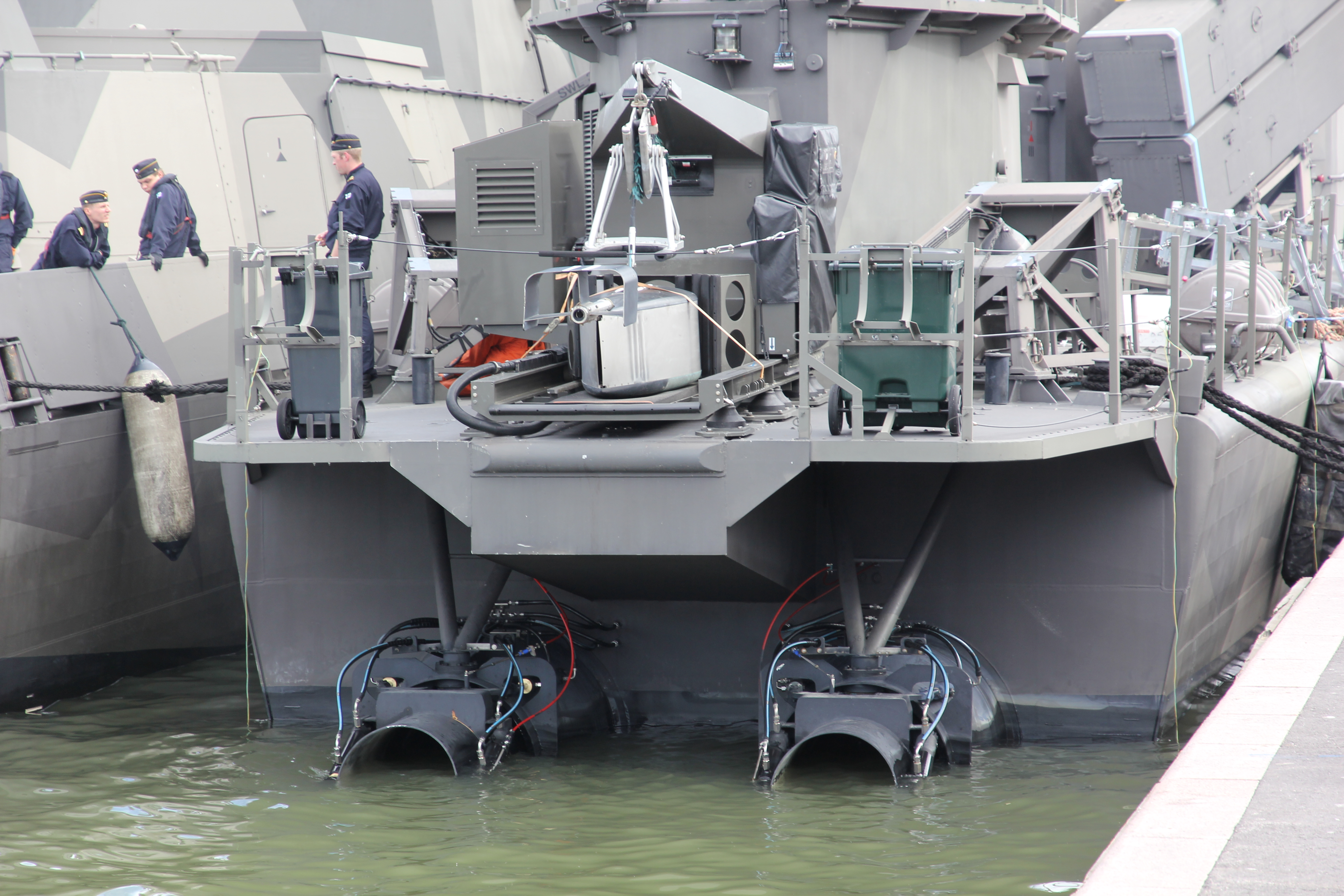
Dwa pędniki strugowodne okrętu

Manewry: naprzód, wstecz, dosunięcie burtą, skręt

Pędnik wodnoodrzutowy (także: pędnik strumieniowy, pędnik wodnostrumieniowy, pędnik strugowodny. Stosowane też są angielskie nazwy: jet albo pump-jet, hydrojet, water jet z ang. pump - pompować, tłoczyć; jet - strumień cieczy) – pędnik okrętowy, który strumień wody wyrzucanej poza jednostkę pływającą zamienia na siłę poruszającą ją po wodzie. 

## Zasada działania
Woda jest zasysana przez pompę do tylnej części kadłuba, a następnie wytłaczana przez dyszę z pewną prędkością w kierunku przeciwnym do zamierzonego kierunku ruchu jednostki pływającej. W innych wariantach do napędu używa się również strumienia wody wytworzonego za pomocą dyszy Korta. Strumień wody o dużej prędkości i kontrolowanym kierunku napędza jednostkę i nadaje jej pożądany kierunek bez użycia steru.

## Konstrukcja
Do podstawowych elementów konstrukcyjnych pędnika strugowodnego zaliczamy:
- kanał dolotowy wraz z osłoną,
- pierścień roboczy,
- pompa osiowa (w większości przypadków jest to śruba napędowa Kaplana) lub pompa odśrodkowa,
- prowadnice, których zadaniem jest likwidacja prędkości obwodowych strumienia wody powstającego za śrubą (często zjawisko to niweluje się też poprzez zastosowanie dwóch śrub w układzie osiowym przeciwbieżnym),
- kanał wylotowy (konfuzor),
- zastawki do sterowania kierunkiem wypływu strumienia wody.

## Historia konstrukcji
Pędniki tego typu powstawały już w XVII wieku w Anglii. Od tego czasu powstało wiele wersji pędnika wodnoodrzutowego (np. pędnik stożkowy Hotchkissa).
Prototyp łodzi, napędzanej strumieniem wody wyrzucanej z dużą prędkością zaprezentował w 1931 młody włoski inżynier i konstruktor silników odrzutowych Secondo Campini. Wynalazkiem próbował zainteresować włoską marynarkę wojenną.
Na początku lat 50 XX w. nowozelandzki wynalazca Charles William Hamilton rozpoczął badania prototypów, które doprowadziły do komercjalizacji napędu w 1956.

## Zastosowania
Początkowo napęd strumieniem wody znajdował zastosowanie jedynie w szybkich łodziach rekreacyjnych i innych niewielkich jednostkach. Do głównych zalet należały możliwość pływania na bardzo płytkich akwenach oraz doskonała manewrowość. Dopiero od 1970 rozpoczęto stosowanie tego napędu w większych statkach, od 1980 napędzano nim jednostki do 30 m długości, a w 1990 wprowadzono napędy pump-jet z przeznaczeniem dla statków 60-metrowych. Po roku 2000 upowszechniły się zastosowania w wymagających precyzyjnego manewrowania jednostkach pływających obsługujących platformy wiertnicze oraz szybkich promach pasażerskich. Napędy typu pump-jet stosowane są również w innych jednostkach pływających, gdzie wymagana jest znaczna manewrowość: w promach, jednostkach wojskowych oraz torpedach. Obecnie znajdują zastosowanie na statkach żeglujących po płytkich akwenach, w szczególności dla jednostek szybkich sportowo-turystycznych, wojennych,  statkach ratowniczych i wodolotach. W ostatnich latach rozwijane są systemy dynamicznego pozycjonowania statków, w których szerokie zastosowanie znajdują napędy typu pump-jet. 

## Zalety
Do zalet napędu strugowodnego możemy zaliczyć:
- brak części wystających,
- łatwe i skuteczne manewrowanie przez zmianę kierunku wypływu wody,
- możliwość dużego obciążenia pędnika strugowodnego.

## Wady
- w niektórych konstrukcjach mała siła przy ruchu wstecz,
- mniej wydajny od śruby przy małych prędkościach,
- otwór zasysający wodę może zostać zatkany przez np. roślinność wodną. Rozwiązaniem jest chwilowa zmiana kierunku obrotów śruby pednika i odwrócenie przepływu wody w celu wypchnięcia zanieczyszczeń.